# 여해학교

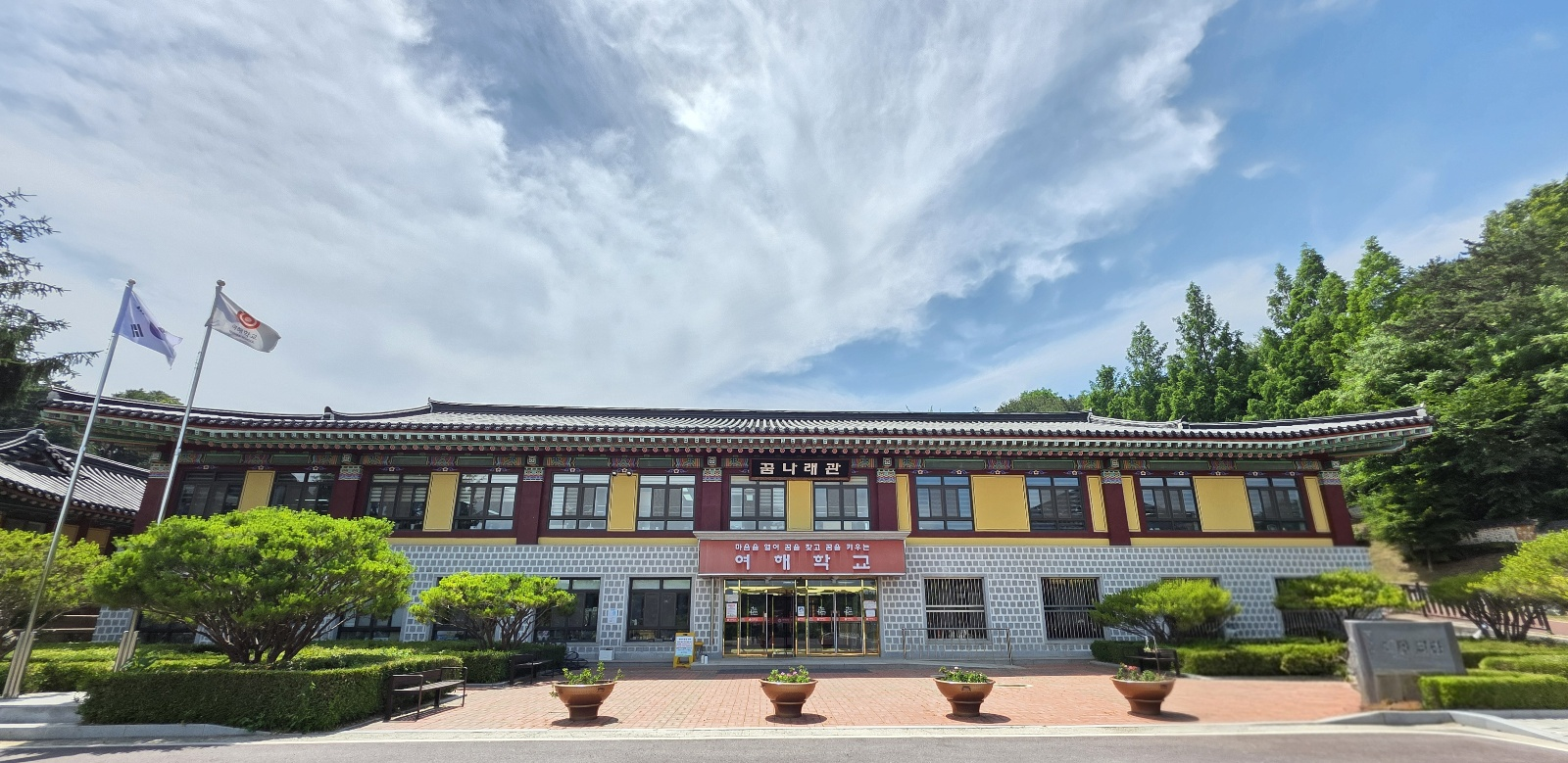
여해학교 꿈나래관 전경

여해학교(汝諧學校)는 충청남도 아산시 염치읍에 있는 학교 부적응 및 학업 중단 위기 학생을 위한 중학교 과정의 각종학교(충청남도교육청 산하 기숙형 공립 대안학교)이다.

## 연혁
- 2010년 4월 7일 : 충남 Wee스쿨 개소
- 2012년 12월 14일 : 여해학교(중)3학급 설립 인가
- 2013년 3월 1일 : 여해 학교 개교
- 2025년 3월 1일 : 제10대 배병국 교장 취임